# (464239) 2015 CR10
(464239) 2015 CR10 es un asteroide perteneciente al cinturón de asteroides, descubierto el 15 de enero de 1996 por el equipo Spacewatch desde el Observatorio Nacional de Kitt Peak (Arizona, Estados Unidos).